# Мадхорао Шинде

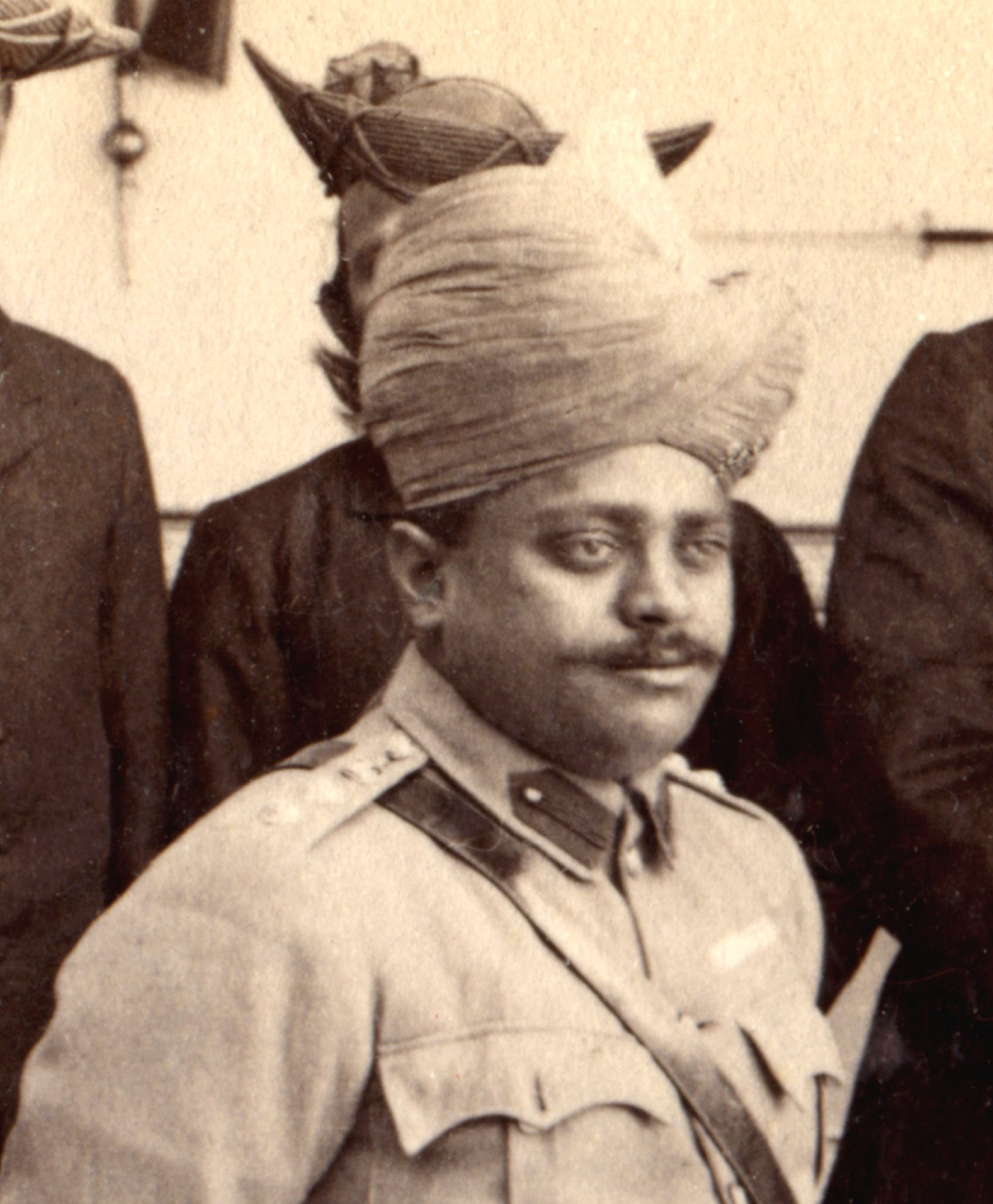
Мадхо Рао Шинде, 1903 год.

Сэр Мадхо Рао Шинде из Гвалиора (хинди माधोराव सिंधिया; 20 октября 1876 — 5 июня 1925) — 10-й махараджа Гвалиора из маратхской династии Шинде (20 июня 1886 — 5 июня 1925).

## Биография

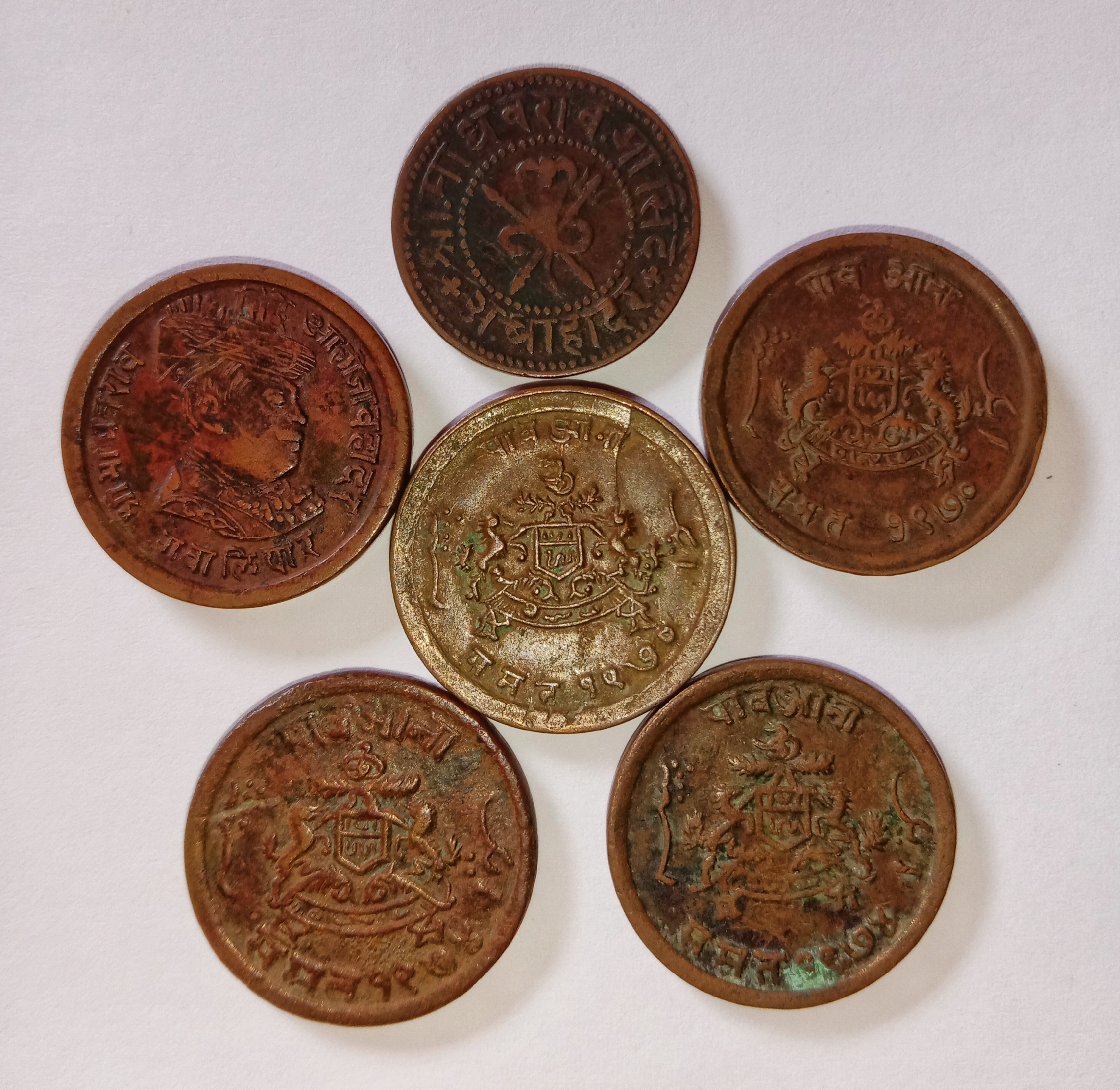
Медные монеты, отчеканенные в Гвалиоре, выпущенные на имя Мадхо Рао Шинде.

Родился 20 октября 1876 года в Гвалиоре. Четвертый и старший из оставшихся в живых сыновей генерала Джаяджирао Шинде (1834—1886), махараджи Гвалиора (1843—1886). Его матерью была Шримант Акханд Субхагьявати Махарани Сакхьябай Радж Сахиб Шиндия Бахадур, четвертая жена Джаяджирао.
Мадхо Рао вступил на княжеский престол Гвалиора в 1886 году и правил до своей смерти в 1925 году. Британское правительство отметило его как прогрессивного правителя княжеского государства. Он был женат дважды, но имел детей только со своей второй женой в 1913 году, одного сына и одну дочь, опекунами которых были король Георг V и королева Мария. Ему наследовал его сын, Махараджа сэр Джордж Дживаджи Рао Шинде (1916—1961), 11-й махараджа Гвалиора (1925—1948). Его дочь Шримант Мэри Камбабай Радж Сахиб (1914—1934) вышла замуж, но умерла бездетной в 1934 году.
Махараджа Гвалиора также известен как отвергнутый поклонник матери Гаятри Деви, очаровательной принцессы Индиры из Бароды (Индиры Деви), которая разорвала свою помолвку (заключенную между ее родителями и ее женихом) письмом. Затем Махараджа женился на Гаджарарад (+ 1943) из семьи Ране из Гоа. Позже сестры Гаджарарад были выданы замуж за представителей знатных семей сардаров Гвалиора, в которые входили семьи Ангре, Шитоле и Махадик.
Махараджа получил ряд почестей и наград от Соединенного Королевства и других индийских княжеств. Он был назначен почетным адъютантом короля Великобритании Эдуарда VII в 1901 году в знак признания его поддержки во время Боксерского восстания в Китае. В мае следующего года он получил почетную степень доктора права в Кембриджском университете.
Интересная история заключается в том, что Мадхо Рао, махараджа Гвалиора, помог профинансировать завершение набора мозаик в церкви Вознесения в Тимолиге, графство Корк, Ирландия. Особого внимания заслуживают мозаики, начатые в 1894 году мистером Робертом Огастесом Трэверсом из дома Тимолиг в память о членах семьи, продолженные в 1918 году его сыном Робертом в память о его отце и брате, погибших в Галлиполи. Последняя фаза мозаики была выполнена на средства махараджи Гвалиора и установлена в память о его друге и враче, подполковнике Крофтсе Имсе из Каунсламора (недалеко от Тимолига), который спас жизнь его сыну. Мозаика была завершена итальянскими мастерами в 1925 году, через десять лет после смерти доктора. Мозаика, скорее всего, спроектированная архитектором Ирландской церкви У. Х. Хиллом, представляет собой смесь европейского и исламского. Серия витражей включает в себя Уоррингтона над алтарем (восточное окно), стекло Лейверса, Уэстлейка, а также Майера в других местах. Архитектор Джереми Уильямс написал в «Путеводителе по архитектуре Ирландии 1837—1921», что «это здание было памятником живой дружбы, воплощенной в скрытом шедевре Движения искусств и ремесел в Ирландии» и что оно «преодолело сектантский разрыв между ирландскими католиками и протестантами, индийскими мусульманами и индуистамиличная дружба, разрушающая различия касты и цвета кожи».

## Титулы

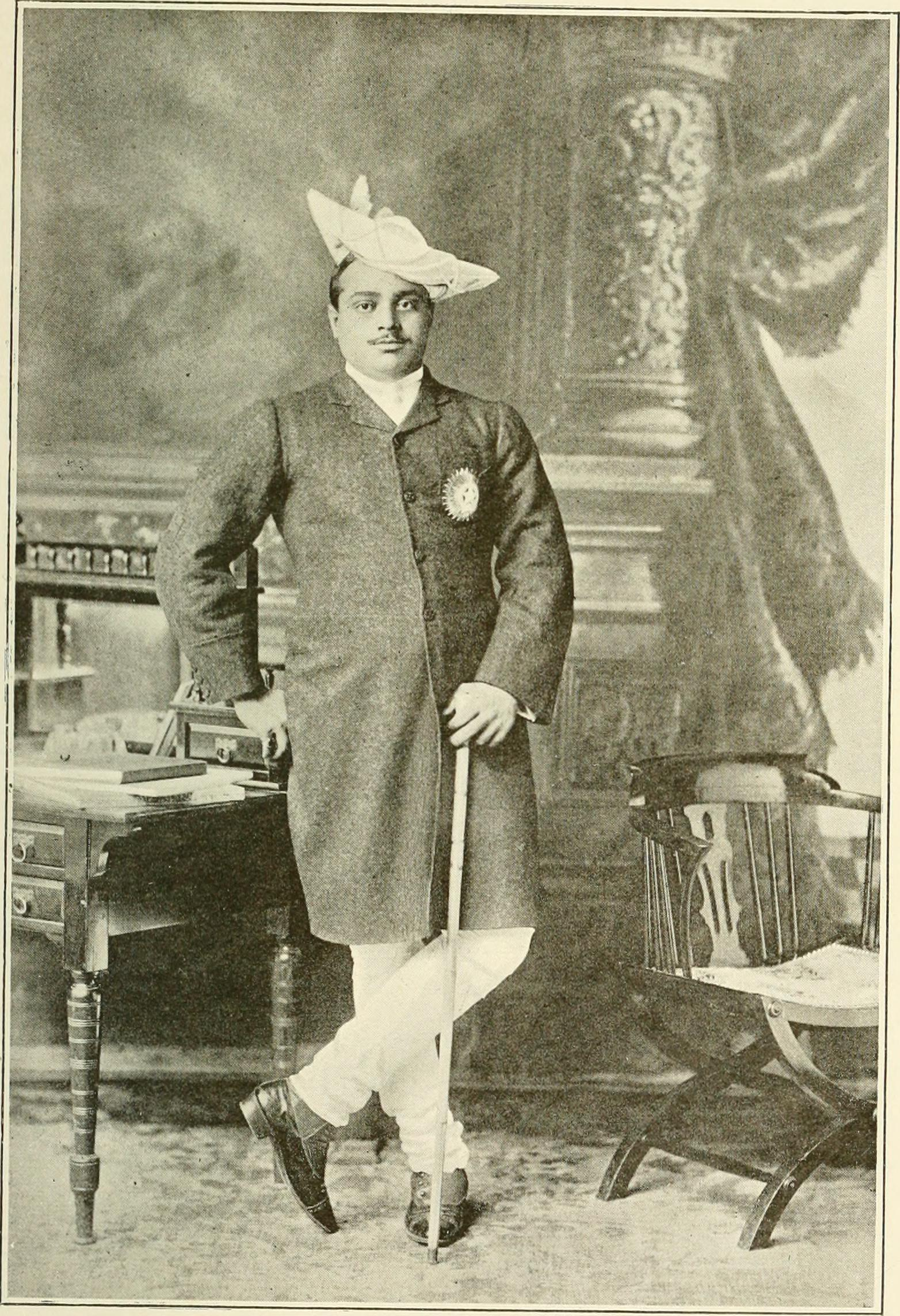
Махараджа Гвалиора в 1907 году

- 1876—1886: Ювараджа Махарадж Шримант Мадхо Рао Шинде Бахадур
- 1886—1895: Его Высочество Али Джах, Умдат уль-Умара, Хисам ус-Султанат, Мухтар уль-Мульк, Азим уль-Иктидар, Рафи-ус-Шан, Вала Шикох, Мухташам-и-Дауран, Махараджадхирадж Махараджа Шримант Мадхо Рао Шинде Бахадур, Шринат, Мансур-и-Заман, Фидви-я-Хазрат-и-Малика-и-Муаззама-и-Рафи-уд-Дарья-и-Инглистан, махараджа Шинде из Гвалиора
- 1895—1898: Его Высочество Али Джах, Умдат уль-Умара, Хисам ус-Султанат, Мухтар уль-Мульк, Азим уль-Иктидар, Рафи-ус-Шан, Вала Шикох, Мухташам-и-Дауран, Махараджадхирадж Махараджа Шримант Сэр Мадхо Рао Шиндия Бахадур, Шринат, Мансур-и-Заман, Фидви-я-Хазрат-и-Малика-и-Муаззама-и-Рафи-уд-Дарья-и-Инглистан, Махараджа Шиндия из Гвалиора, GCSI
- 1898—1900: полковник Его Высочество Али Джах, Умдат уль-Умара, Хисам ус-Султанат, Мухтар уль-Мульк, Азим уль-Иктидар, Рафи-ус-Шан, Вала Шикох, Мухташам-и-Дауран, Махараджадхирадж Махараджа Шримант Сэр Мадхо Рао Шинде Бахадур, Шринат, Мансур-и-Заман,Фидви-и-Хазрат-и-Малика-и-Муаззама-и-Рафи-уд-Дарья-и-Инглистан, махараджа Шинде из Гвалиора, GCSI
- 1900—1902: полковник Его Высочество Али Джах, Умдат уль-Умара, Хисам ус-Султанат, Мухтар уль-Мульк, Азим уль-Иктидар, Рафи-ус-Шан, Вала Шикох, Мухташам-и-Дауран, Махараджадхирадж Махараджа Шримант Сэр Мадхо Рао Шинде Бахадур, Шринат, Мансур-и-Заман,Фидви-и-Хазрат-и-Малика-и-Муаззама-и-Рафи-уд-Дарья-и-Инглистан, махараджа Шинде из Гвалиора, GCSI
- 1902—1910: полковник Его Высочество Али Джах, Умдат уль-Умара, Хисам ус-Султанат, Мухтар уль-Мульк, Азим уль-Иктидар, Рафи-ус-Шан, Вала Шикох, Мухташам-и-Дауран, Махараджадхирадж Махараджа Шримант Сэр Мадхо Рао Шинде Бахадур, Шринат, Мансур-и-Заман,Фидви-и-Хазрат-и-Малика-и-Муаззама-и-Рафи-уд-Дарья-и-Инглистан, махараджа Шинде из Гвалиора, GCSI, GCVO
- 1910—1917: генерал-майор Его Высочество Али Джах, Умдат уль-Умара, Хисам ус-Султанат, Мухтар уль-Мульк, Азим уль-Иктидар, Рафи-ус-Шан, Вала Шикох, Мухташам-и-Дауран, Махараджадхирадж Махараджа Шримант сэр Мадхо Рао Шинде Бахадур, Шринат, Мансур-и-Заман, Фидви-и-Хазрат-и-Малика-и-Муаззама-и-Рафи-уд-Дарья-и-Инглистан, махараджа Шинде из Гвалиора, GCSI, GCVO
- 1917—1918: генерал-майор Его Высочество Али Джах, Умдат уль-Умара, Хисам ус-Султанат, Мухтар уль-Мульк, Азим уль-Иктидар, Рафи-ус-Шан, Вала Шикох, Мухташам-и-Дауран, Махараджадхирадж Махараджа Шримант сэр Мадхо Рао Шинде Бахадур, Шринат, Мансур-и-Заман, Фидви-и-Хазрат-и-Малика-и-Муаззама-и-Рафи-уд-Дарья-и-Инглистан, Махараджа Шинде из Гвалиора, GCSI, GCVO, GBE
- 1918—1925: генерал-лейтенант Его Высочество Али Джах, Умдат уль-Умара, Хисам ус-Султанат, Мухтар уль-Мульк, Азим уль-Иктидар, Рафи-ус-Шан, Вала Шикох, Мухташам-и-Дауран, Махараджадхирадж Махараджа Шримант Сэр Мадхо Рао Шинде Бахадур, Шринат, Мансур-и-Заман, Фидви-и-Хазрат-и-Малика-и-Муаззама-и-Рафи-уд-Дарья-и-Инглистан, Махараджа Шинде из Гвалиора, GCSI, GCVO, GBE

## Награды
- Рыцарь — великий командор ордена Звезды Индии (GCSI) −1895
- Медаль Кайсар-и-Хинд 1-й степени — 1900
- Китайская военная медаль (1900) − 1901
- Кавалер Большого Креста Королевского Викторианского ордена (GCVO) − 1902
- Коронационная медаль Эдуарда VII − 1902
- Кавалер Большого Креста ордена Филиппа Великодушного Гессенского − 1903
- Золотая медаль Делийского дарбара − 1903
- Коронационная медаль Георга V − 1911
- Бейлиф Большого Креста Достопочтенного ордена Святого Иоанна (GCStJ) − 1911
- Золотая медаль Делийского дарбара − 1911
- Кавалер Большого Креста ордена Британской империи (GBE) − 1917